# 弓頜豬
弓頜豬（學名Chleuastochoerus），又名腫面豬，生存在俄羅斯和中國甘肅省的中新世豬科動物。